# 후춘화
후춘화(胡春华, 1963년 4월 ~ )는 중화인민공화국의 정치인이다. 본명은 왕춘화(王春华), 별명은 '북대홍병(北大紅兵)'이다. 1983년 베이징 대학 중문과 졸업, 1999년 중국공산당 중앙당교에서 경제학 석사를 졸업하였다. 대학 졸업 직후 선배들의 혁명 자취를 따라 찾아간 티베트 자치구에서의 공청단 간부로서의 20여 년의 정치 견습을 마치고 2006년 리다자오, 덩중샤, 취추바이, 마오쩌둥 등의 몫으로, 중국 공산주의 청년단 제1서기로 취임하였고 중국 공산주의 청년단 조직의 선두주자로 부상하였다. 그후에는 중국 공산당 허베이성 성장, 내몽골 자치구 서기를 거쳐, 광둥성 당서기로 취임하였고 저우창 등 정치적 라이벌보다 보다 빠른 승진가도를 달렸다. 2017년 10월, 리위안차오, 구카이라이, 링지화 등과 함께 북경대 정경 유착 부정부패 비리 사건의 주모자의 하나로 중국공산당 중앙기율검사위원회의 조사를 받았으며 광둥성 당서기에서 해임되었다. 이미 중공 정치국 위원이었던 그는 그러면서 중국 공산당 중앙정치국에서 5개월 무보직 관찰 징계 처분을 받았다. 그러나 후춘화는 2018년 3월 리커창, 자오러지 등의 정치적 지도력에 의해서 중국 국무원 농업 담당 부총리에 취임하게 된다.